# Messier 28
Messier 28 (M28) eller NGC 6626 är en klotformig stjärnhop av skenbar magnitud 7,7 i stjärnbilden Skytten. Den upptäcktes 1764 av Charles Messier och ligger omkring 18 000 ljusår bort från vårt solsystem. Messier 28 har en diameter på 60 ljusår och ligger mindre än en grad från stjärnan Kaus Borealis, av tredje magnituden. Han beskrev den kort som en "nebulosa som inte innehåller någon stjärna... rund, sedd med svårighet i 3 ½-fots teleskop; diameter 2 bågminuter”.

## Egenskaper
Stjärnhopen är svagt synligt som en dimmig fläck med en handikare och kan lätt hittas i ett litet teleskop med en 8 cm objektivöppning, som visar som ett nebulöst objekt som sträcker sig över 11,2 bågminuter. Med en objektivöppning på 15 cm blir kärnan synlig och några distinkta stjärnor kan upplösas längs periferin. Större teleskop ger större upplösning och ett teleskop på 25 cm visar en tät kärna på 2 bågminuter med större densitet i mitten.
Messier 28 befinner sig ungefär 17 900 ljusår från jorden. Dess massa är omkring 551 000 solmassor och dess metallicitet i genomsnitt −1,32 eller mer än 10 gånger mindre än solens, typiskt för äldre stjärnor. Dess ålder sätts till mycket ungefärligt 12 miljard år. 18 stycken RR Lyrae-typ variabla stjärnor har hittats inom hopen. 
Messier 28 har den först upptäckta millisekundpulsaren i en klotformig stjärnhop, PSR B1821–24, funnen med Lovell Telescope vid Jodrell Bank Observatory i England. Totalt 11 ytterligare av dessa har senare upptäckts i stjärnhopen med Green Bank Telescope at Green Bank Observatory i West Virginia. År 2011 är dessa tredje flest i en stjärnhop i Vintergatan, efter Terzan 5 och 47 Tucanae. 

## Galleri

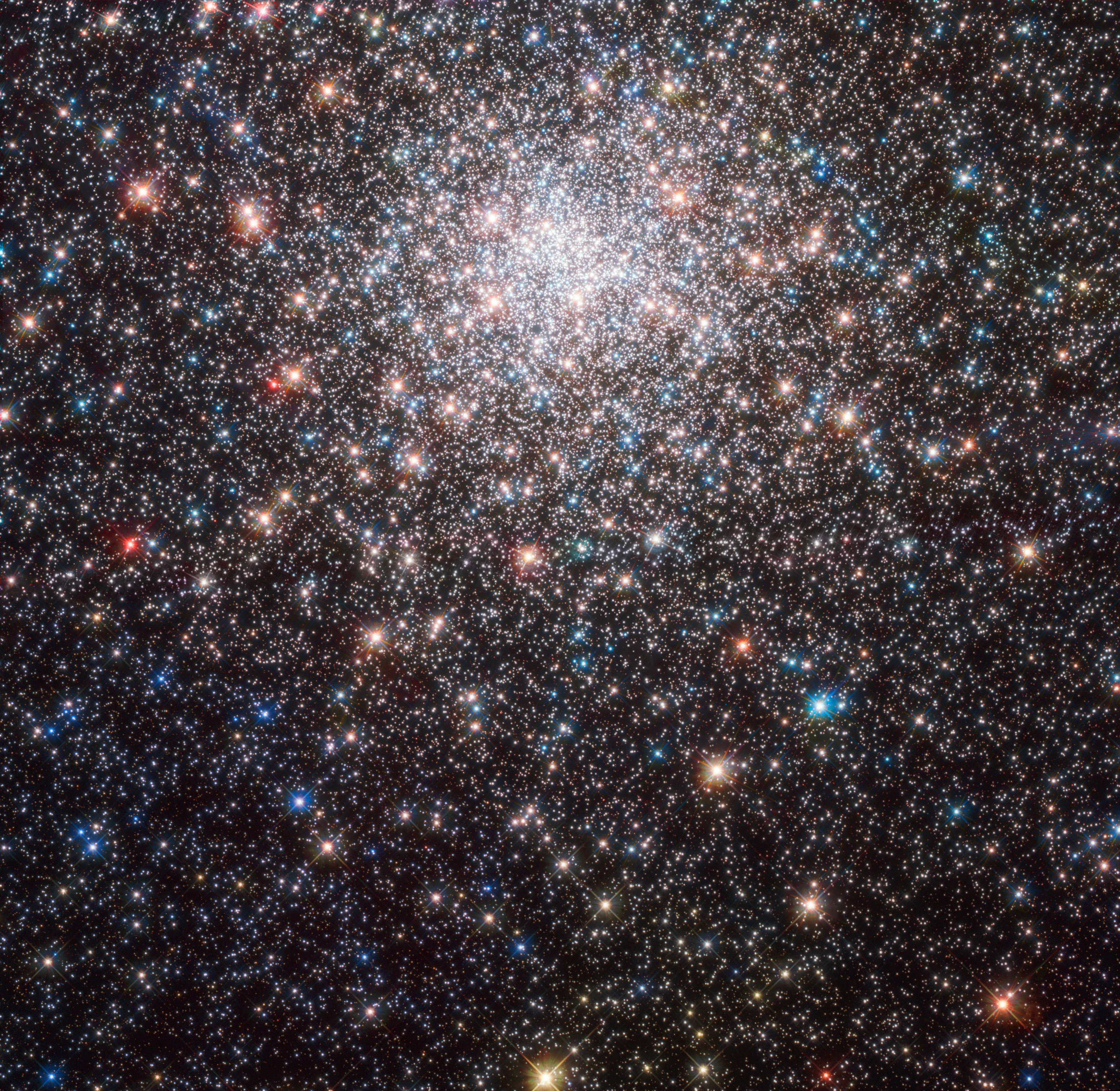
Messier 28 taken by Hubble.
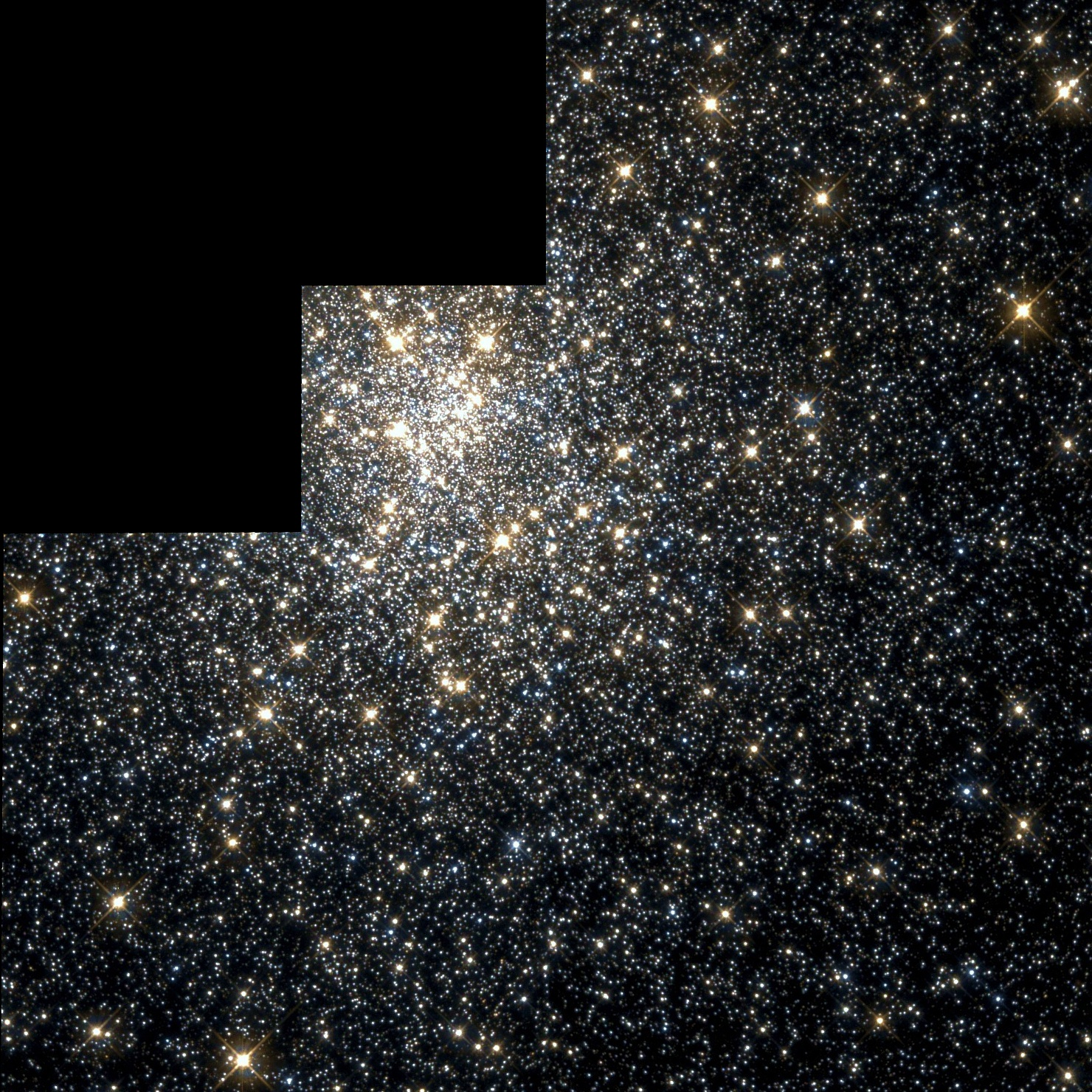
2.5' view of M28 taken by Hubble Space Telescope.
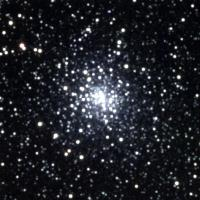
Messier 28 on 2MASS; wide angle
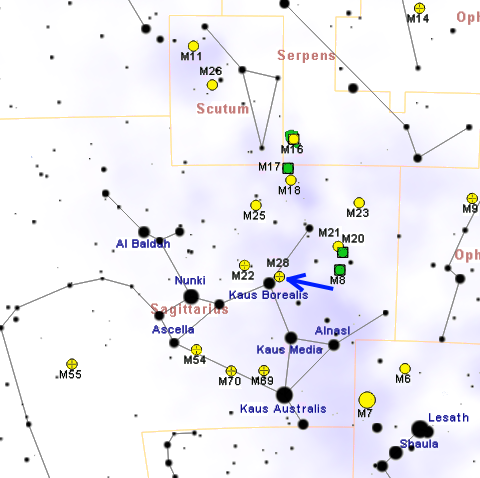
Map showing location of M28 (Roberto Mura)